# Francisco Sanjosé
Francisco Sanjosé García (Badajoz, 12 novembre 1952) è un ex calciatore spagnolo.

## Carriera
In attività giocava come difensore. Ha giocato per tutta la sua carriera nel Siviglia, totalizzando 373 partite con la maglia degli andalusi e classificandosi al settimo posto dei calciatori con più presenze con i Blanquirrojos. Conta una presenza con la nazionale olimpica spagnola.